# Trinidad (Chiapas)
Trinidad es una localidad del estado mexicano de Chiapas. Es parte del municipio de Unión Juárez.

## Demografía
| Gráfica de evolución demográfica |
|                                  |

| Censo | Población |
| ----- | --------- |
| 1910  | 209       |
| 1921  | 136       |
| 1930  | 136       |
| 1940  | 231       |
| 1950  | 415       |
| 1960  | 574       |
| 1970  | 520       |
| 1980  | 771       |
| 1990  | 920       |
| 2000  | 952       |
| 2010  | 975       |
| 2020  | 1 055     |